# Dakota (Illinois)
Dakota es una villa ubicada en el condado de Stephenson en el estado estadounidense de Illinois. En el Censo de 2010 tenía una población de 506 habitantes y una densidad poblacional de 680,72 personas por km².

## Geografía
Dakota se encuentra ubicada en las coordenadas 42°23′15″N 89°31′37″O / 42.38750, -89.52694. Según la Oficina del Censo de los Estados Unidos, Dakota tiene una superficie total de 0.74 km², de la cual 0.74 km² corresponden a tierra firme y (0%) 0 km² es agua.

## Demografía
Según el censo de 2010, había 506 personas residiendo en Dakota. La densidad de población era de 680,72 hab./km². De los 506 habitantes, Dakota estaba compuesto por el 97.23% blancos, el 0% eran afroamericanos, el 0.2% eran amerindios, el 0% eran asiáticos, el 0% eran isleños del Pacífico, el 0.99% eran de otras razas y el 1.58% pertenecían a dos o más razas. Del total de la población el 2.37% eran hispanos o latinos de cualquier raza.